# Jixi
Jixi is een stad in de gelijknamige prefectuur in de provincie Heilongjiang in China op dertig kilometer afstand van de grens met Rusland.
Bij de volkstelling in 2020 had de stad 626.019 inwoners, de gehele prefectuur had 1.502.060 Inwoners.

## Activiteiten
De mijnbouwindustrie is de belangrijkste bron van inkomsten door de ligging te midden van een aantal steenkoolmijnen. Het bedrijf Jixi Mining Group is de afgelopen jaren vaak in het nieuws gekomen door de verschillende rampen die gebeurd zijn in de kolenmijnen.

## Verbindingen
De stad is via de weg en spoorwegen waaronder een aantal specifiek op transport gerichte lijnen verbonden met de steden Boli, Hulin, Linkou, Muling en Qitaihe.

## Taal en andere feiten
De gesproken taal in Jixi is een plaatselijk dialect van het Hui. De burgemeester van de stad is Wang Zhaoli. Een krater op de planetoïde (253) Mathilde is naar de stad vernoemd.